# Atomosia sericans
Atomosia sericans är en tvåvingeart som beskrevs av Walker 1860. Atomosia sericans ingår i släktet Atomosia och familjen rovflugor. Inga underarter finns listade i Catalogue of Life.